# Bernard Cazes
Pour les articles homonymes, voir Cazes.
Bernard Cazes, né le 14 février 1927 à Hanoï et mort le 22 novembre 2013 à Paris, est un fonctionnaire, chroniqueur, essayiste et économiste français. Il est notamment l’auteur d'Histoire des futurs : les figures de l'avenir, de saint Augustin au XXIe siècle.

## Biographie

### Jeunesse et études
Bernard Cazes étudie à l’ENA (promotion Albert-Thomas), dont il sort en 1955. Il choisit de travailler au Ministère de l'Économie et des Finances. 

### Parcours professionnel
Il est ensuite rattaché au Commissariat général du Plan de 1960 à 1992, année de sa retraite. Il continuera à y travailler bénévolement après sa retraite, jusqu’en 2003, avec Jean-Michel Charpin, 14e commissaire au Plan. Il y est notamment le spécialiste des études à long terme et de la prospective, et cela dès 1962 en participant au « groupe 1985 » qui devait éclairer à long terme le 5e plan.
Il participe à la création du cercle de réflexion Futuribles avec Bertrand de Jouvenel en 1960, puis collabora aux revues Analyse et Prévision et Futuribles, dirigée par Hugues de Jouvenel, principale revue prospective française.
En 1968, il représente la France au symposium organisé à Bellagio, en Italie, par l'OCDE à propos des « problèmes de la société moderne » et d'une « crise planétaire » naissante. Cette conférence forme la matrice du Club de Rome et émet la « Déclaration de Bellagio », qui appelle à la planification mondiale à long terme.
Il participe à la création de La Quinzaine littéraire en mars 1966 aux côtés de Maurice Nadeau et François Erval (après avoir collaboré aux Lettres nouvelles de Maurice Nadeau) ; il est membre jusqu’en 2013 du comité de rédaction.
Il participe de 1971 à la fin de la revue en 1976 au comité de rédaction de Contrepoint, revue inspirée par Raymond Aron et créée par Georges Liebert ; il y est responsable de la critique des livres ; puis il participe à la revue Commentaire, qui prend la suite de Contrepoint en 1978, dirigée par Jean-Claude Casanova.
Il participe de 1977 à 1996 au bimestriel Analyses de la Sedeis, puis à la création de Sociétal (qui en prenait le relais) avec Albert Merlin puis Jean Daniel, y tenant jusqu’à 2013 la rubrique « Livres et idées dans le monde », comprenant son éditorial et des recensions de livres étrangers de sciences humaines, surtout anglo-saxons, non traduits en français.
Membre du comité de rédaction de la revue Politique étrangère, il y a tenu la rubrique « Passé/Présent ».
Le livre qu’il a muri puis retravaillé pendant la seconde moitié de sa vie est Histoire des futurs : les figures de l'avenir, de saint Augustin au XXIe siècle ; un musée des différentes façons dont les hommes ont imaginé le futur depuis l’Antiquité, appuyé sur plusieurs centaines d’auteurs et penseurs de tous les siècles, « l’érudition au service de l’avenir ».

## Prises de positions
Profondément marqué par un long voyage aux États-Unis en 1963 où il visita la RAND Corporation et participa avec son épouse le 28 août à la marche sur Washington pour l'emploi et la liberté. Au fil des voyages qu’il y fit ensuite régulièrement, il fut pendant toute sa vie un passeur en France des penseurs anglo-saxons des sciences sociales, à travers d’innombrables recensions d’ouvrages qu’il écrivait ou faisait écrire, ses traductions (Herbert Marcuse, Andrew Shonfield), ses préfaces (David Riesman, Peter Drucker), ou des émissions de télévision.
Économiste et essayiste, il fut difficilement classable : à la fois proche du PSU, libertaire et anti-stalinien admirateur d’Orwell, libéral au sens anglo-saxon et admirateur de Raymond Aron. Il fit partie de l’équipe qui animait les réunions économiques et sociales du club Jean-Moulin. Il coopéra à la revue Arguments avec Edgar Morin, revue inspirée par un marxisme anti-stalinien ; aux Cahiers Reconstruction de Paul Vignaux et de la CFTC ; aux Cahiers de la République de Pierre Mendès France (il est au comité de rédaction en 1958) ; à la revue Critique.

## Vie privée
Bernard Cazes et son épouse depuis 60 ans, Georgette Béros-Cazes, professeur de lettres classiques, habitaient à Issy-les-Moulineaux. Ils sont retrouvés morts le 22 novembre 2013 dans une chambre de l'Hôtel Lutetia qu'ils avaient réservée une semaine avant, un sac plastique sur leurs têtes et se tenant par la main. Ils laissent près d'eux deux lettres, une adressée à leurs proches et l'autre au procureur de Paris, où ils expliquent qu'ils craignent la déchéance physique, préfèrent la devancer et revendiquent le droit de mourir dans la dignité.
Il est le père de Vincent Cazes, élève de l'École normale supérieure (lettres), mort accidentellement à 21 ans en 1976, et de Jérôme Cazes, fonctionnaire puis dirigeant d'entreprise.

## Publications

### Ouvrages personnels
- La planification en France et le IVe plan, Paris, les Editions de l'épargne, 1962
- La Vie économique, Paris, Armand Colin, 1966
- Turgot, écrits économiques, Calmann-Lévy, 1970
- Histoire des futurs : les figures de l'avenir, de saint Augustin au XXIe siècle, Seghers, 1986 Nouvelle édition revue et augmentée, avec une préface d'Emmanuel Le Roy Ladurie, L'Harmattan, 2008.

### Ouvrages collectifs
- Alain Touraine (dir.), Histoire générale du travail, tome IV : la civilisation industrielle (de 1914 à nos jours), Paris, Nouvelle librairie de France, 1961
- Guy Palmade (dir.), L’Économique et les sciences humaines, Dunod, 1967
- Bernard Cazes (anthologie préparée avec Georgette Cazes), D’Holbach portatif, Jean-Jacques Pauvert éditeur, 1967
- Voies nouvelles pour la croissance, Hachette, 1975Rapport collectif du Commissariat général du Plan.
- André-Clément Decouflé (dir.), Traité élémentaire de prévision et de prospective, PUF, 1978
- Vittorio Mathieu (dir.), Le Public et le privé, la crise du modèle occidental de l’Etat, Rome, Istituto di Studi Filosofici, 1979
- Vers l'an 2000... et après ?, Paris, La Documentation française, 1987
- Modernisation ou décadence : études, témoignages et documents sur la planification française, Publications de l'université de Provence, 1990
- Maurice Levy-Leboyer et Jean-Claude Casanova (dir.), Entre l’État et le marché, l’économie française des années 1880 à nos jours, Gallimard, 1991
- Entrer dans le XXIe siècle. Essai sur l’avenir de l’identité française, La Découverte/La Documentation française, 1991Rapport au secrétariat d’État au Plan ; introduction d'Emmanuel Le Roy Ladurie.
- Développement, de l'aide au partenariat, La Documentation française, 1993Rapport de l'atelier Développement du groupe Monde-Europe, XIe plan (1993-1997).
- La Prospective : pratiques et méthodes, Economica, 1993
- (en) Jack Hayward et Michael Watson (dir.), Planning, Politics and Public Policy. The British, French and Italian Experience, Cambridge University Press, 2009

### Traductions
- David Morris Potter, Les Fils de l'abondance ou le Caractère national américain, Paris, Seghers, 1954
- Herbert Marcuse, Le Marxisme soviétique : essai d'analyse critique, Gallimard, 1963
- Andrew Shonfield, Le Capitalisme aujourd'hui, Gallimard, 1967
- (en) David Riesman, L’Abondance à quoi bon, Robert Laffont, 1969
- (en) Peter F. Drucker, La Formation des dirigeants d'entreprise, Éditions d'Organisation, 1971

### Préfaces
- Jean-Marc Alby, Theodor Reik, le trajet d'un psychanalyste de Vienne "fin de siècle" aux États-Unis, Clancier-Guénaud, 1985
- Julien Damon, Questions sociales : analyses anglo-saxonnes : socialement incorrect ?, Presses universitaires de France, 2009